# Hibrid (biologija)
Hibrid je pojam iz botanike i zoologije. Hibridom se označava sjeme ili živo biće nastalo križanjem roditelja različitih uzgojnih linija, pasmina ili vrsta.
U ratarstvu, u smislu Pravilnika Republike Hrvatske o stavljanju na tržište sjemena duhana, hibrid je prva (F1) generacija križanja homozigotnih oplemenjivačkih linija. Majčinska linija je CMS, a očinska je fertilna.